# Paula Abdul
Paula Julie Abdul (São Fernando, 19 de junho de 1962) é uma cantora, dançarina, coreógrafa e atriz norte-americana. Aos 18 anos ela tornou-se líder de torcida do Los Angeles Lakers e mais tarde se tornou a coreógrafa chefe das Laker Girls, onde foi descoberta pelos The Jackson 5. Depois de coreografar videoclipes para Janet Jackson, Abdul decidiu se lançar como cantora. Em 1988 chegou as lojas seu primeiro disco Forever Your Girl (1988), vendendo sete milhões de cópias nos Estados Unidos e estabelecendo um recorde de mais singles número um de um álbum de estreia na parada Billboard Hot 100: "Straight Up", "Forever Your Girl", "Cold Hearted" e "Opposites Attract". Seu segundo disco, Spellbound (1991), lhe rendeu mais dois primeiros lugares na Hot 100: "Rush Rush" e "The Promise of a New Day".
Ela venceu um Grammy Awards de Melhor Videoclipe por "Opposites Attract" e dois Emmy Awards de Melhor Coreografia, um por seu trabalho no The Tracey Ullman Show, e outro por sua própria performance no American Music Awards em 1990. Em 1991, recebeu uma estrela na Calçada da Fama de Hollywood. Totalizando seis, Abdul empatou com Diana Ross como a artista feminina com a terceira maior quantidade de música em primeiro lugar na Hot 100 até então.
De 2002 a 2009, foi jurada em oito temporadas do reality show musical American Idol. e também da primeira temporada do The X-Factor (2011). Em 2019, Abdul realizou sua primeira residência em Las Vegas, Paula Abdul: Forever Your Girl.

## Biografia
Abdul nasceu numa família judaica na Califórnia, seu pai, Harry Abdul, é de ascendência judaica síria e nasceu em Aleppo, Síria, foi criado no Brasil e emigrou para os Estados Unidos. Sua mãe, Lorraine Rykiss (1932-2018), era uma pianista concertista de ascendência judaica, oriunda do Canadá. Abdul tem uma irmã mais velha chamada Wendy. Abdul foi influenciada na dança por seu ídolo de infância Gene Kell e começou a ter aulas de dança desde cedo, dominando balé, jazz e sapateado.
Em 1980,, durante seu primeiro ano na California State University, ela foi selecionada de um grupo de 700 candidatas para o time de líderes de torcida do time de basquete da NBA Los Angeles Lakers - as Laker Girls Em um ano, ela se tornou a coreógrafa chefe do grupo.

## Carreira

### 1984-1986: Início como Coreografa
Em 1984, Abdul foi notada pelos The Jacksons 5, depois que os irmãos a assistiram em um jogo do Los Angeles Lakers., então, ela foi contratada para fazer a coreografia do videoclipe "Torture". Satisfeitos com o resultado do vídeo, osJacksons também chamaram Paula para coreografar sua próxima turnê, "Victory" e Janet Jackson a convidou para coreografar seus clipes, "What Have You Done for Me Lately", "Nasty", "When I Think of You" e "Control". Ela também coreografou a famosa cena do filme Big (1988), onde Tom Hanks dança em um teclado gigante (as gravações ocorreram em 1986).

### 1987–1990:Forever Your Girl

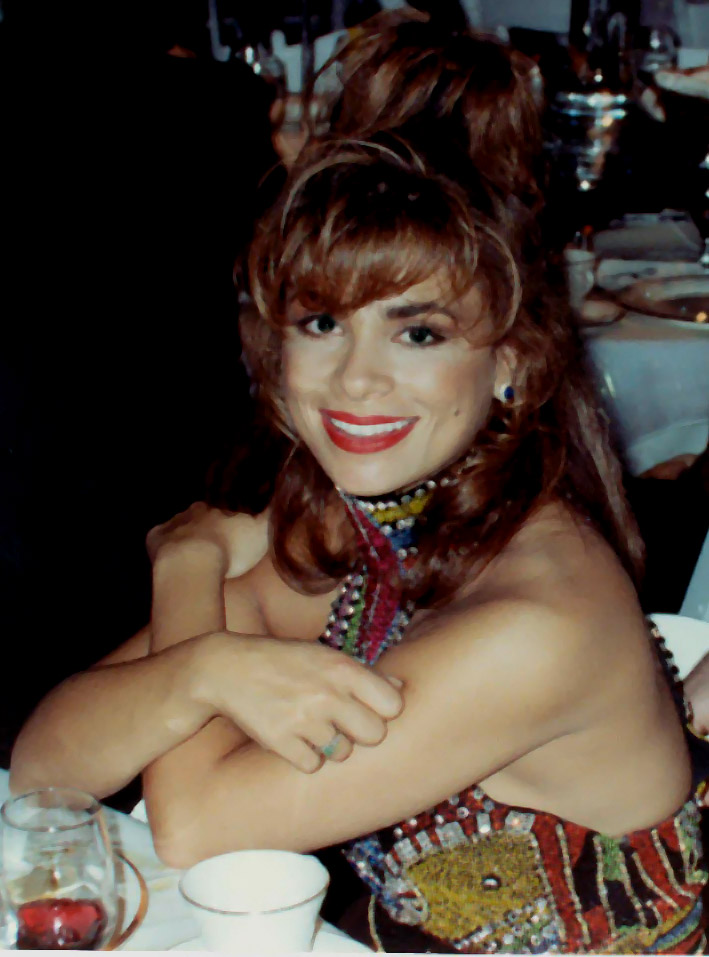
Abdul no Emmy Awards em 1990.

Em 1987, Abdul decidiu investir em uma carreira na música e gravou uma fita demo, sendo apoiada por Jeff Ayeroff, que havia trabalhado com Janet Jackson na A&M Records, e agora trabalhava para a gravadora Virgin Records America. Abdul conseguiu um contrato de gravação com a Virgin e deu inicio a produção de seu álbum de estreia. Lançado em 13 de junho de 1988, o álbum Forever Your Girl se tornaria o álbum de estreia de maior sucesso naquela época, alcançando o primeiro lugar na parada Billboard 200 após 64 semanas (onde passaria 10 semanas no primeiro lugar), e colocou quatro singles em primeiro lugar na Billboard Hot 100: "Straight Up", "Forever Your Girl", "Cold Hearted" e "Opposites Attract"; Já o single "The Way That You Love Me" alcançou a terceira posição e "Knocked Out" alcançou a 41ª posição. O álbum posteriormente recebeu sete certificados de platina da RIAA nos EUA. Um álbum de remixes, Shut Up and Dance: Mixes, também foi lançado e alcançou o sétimo lugar na Billboard 200, tornando-se um dos álbuns de remixes de maior sucesso até o momento. No MTV Video Music Awards de 1989, Abdul recebeu seis indicações pelo videoclipe de "Straight Up",e ganhou quatro prêmios, incluindo o de Melhor Vídeo Feminino e o de Melhor coreografia em um vídeo. Em 1990, Abdul ganhou um Grammy Awards de Melhor Videoclipe por "Opposites Attract"; Ela também foi indicada para Melhor Performance Vocal Pop Feminina por "Straight Up".
Apesar do sucesso comercial, o álbum recebeu muitas criticas em relação a performance vocal de Abdul. O Los Angeles Daily News chamou o álbum de "um excelente veículo para criar estrelas", afirmando que Abdul "aplica um sussurro sedutor a um lote agradável de melodias...O que é frustrante é que a voz de Abdul está enterrada sob arranjos agitados em músicas como 'Opposites Attract' e 'Knocked Out'." Em 1991, a cantora Yvette Marine entrou com uma ação judicial  contra Abdul e a gravadora Virgin, alegando que foram seus vocais que foram usados em várias faixas de Forever Your Girl. Em 1993, o júri ficou do lado de Abdul e da gravadora, rejeitando a reivindicação de Marine de crédito e compensação de direitos autorais.

### 1991-1994:Spellbound
Em 14 de maio de 1991, Abdul obteve sucesso contínuo com seu segundo álbum de estúdio Spellbound, que manteve o som dance-pop de Forever Your Girl e introduziu elementos de R&B. O álbum lhe rendeu mais dois singles número um na Hot 100: "Rush Rush" e "The Promise of a New Day". O terceiro single "Blowing Kisses in the Wind" também teve um bom desempenho e alcançou o número seis, e os outros singles, "Vibeolog " e "Will You Marry Me?" alcançaram o top 20. Spellbound se tornou um sucesso comercial e liderou a Billboard 200 (onde permaneceu no topo por duas semanas consecutivas), e vendeu mais de 7 milhões de cópias em todo o mundo. Posteriormente recebeu três certificados de platina da RIAA nos EUA. O videoclipe de "Rush Rush" foi inspirado no filme Rebel Without a Cause, e estrelado por Keanu Reeves no papel de James Dean.
Em 1991, Abdul estrelou um popular comercial da Coca Cola Diet no qual ela dançava com uma imagem digital de seu ídolo, Gene Kelly. Em dezembro de 1991, Abdul recebeu uma estrela na Calçada da Fama de Hollywood. Abdul promoveu Spellbound através de sua primeira turnê solo "Under My Spell Tour", que foi nomeada por um fã que participou de um concurso na MTV. A turnê quase foi cancelada devido a um acidente durante os ensaios, mas começou conforme o planejado em outubro de 1991 e terminou em agosto de 1992. Após esse período, a carreira de Abdul entrou em um hiato para que ela se concentra-se em seu divórcio com o ator Emilio Estevez, e procurasse um tratamento para bulimia.

### 1995-1999:Head over Heels
Em 1995, Abdul lançou seu terceiro e último álbum de estúdio, Head over Heels, que obteve um sucesso comercial moderado, chegando ao número 18 na Billboard 200. O single principal do álbum, "My Love Is for Real", apresentou uma fusão de R&B e instrumentos tradicionais do Oriente Médio e foi tocado com a cantora iemenita-israelense Ofra Haza. O single teve um bom desempenho na parada Billboard Hot Dance, onde alcançou o primeiro lugar, e chegou ao número 28 na Billboard Hot 100. O single seguinte "Crazy Cool" chegou ao número 58 na Hot 100 e o terceiro e último single "Ain't Never Gonna Give You Up", alcançou a posição 12 na Bubbling Under Hot 100. Head over Heels vendeu mais de 500.000 cópias nos Estados Unidos e recebeu certificado de ouro da RIAA. Ainda em 1995, Abdul lançou um vídeo de treino de dança intitulado Paula Abdul's Get Up and Dance!, um treino rápido no estilo hip-hop.
Em 1997, Abdul co-escreveu uma música chamada "Spinning Around", que pretendia ser seu single de retorno, mas o plano nunca se materializou e a música foi mais tarde dada a Kylie Minogue. Naquele ano, Abdul apareceu no telefilme da ABC Touched By Evil, interpretando uma empresária que descobre que seu namorado é um estuprador em série. Em 1998, ela lançou um segundo vídeo de treino chamado Cardio Dance. Posteriormente, Abdul atuou como coreógrafa de várias produções cinematográficas e teatrais, incluindo as cenas de líderes de torcida no filme Beleza Americana (1999).

### 2000–2009:American Idol

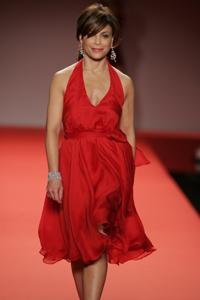
Paula Abdul durante desfile em 2005.

Em 2000, Abdul, lançou a compilação, Paula Abdul: Greatest Hits. Em 2002, ela se tornou jurada no reality show musical da Fox, American Idol, onde recebeu elogios por ser uma mentora simpática e compassiva, principalmente em comparação com o colega de bancada Simon Cowell; American Idol se tornou um dos programas mais assistidos dos Estados Unidos. Em dezembro de 2005, Abdul lançou uma série de DVD's sobre fitness e dança chamada Cardio Cheer, que é comercializada para jovens envolvidas com torcida e dança. Em 2006, Abdul apareceu na terceira temporada do The X Factor UK como jurada convidada durante as audições. Um segundo álbum de compilação, Greatest Hits: Straight Up!, foi lançado em 2007 pela gravadora Virgin. Naquele ano, o canal Bravo começou a exibir um reality show centrado em Abdul, Hey Paula, que a acompanhava em sua vida cotidiana. O comportamento de Abdul retratado na série, foi descrito como "errático" e foi criticado pelo público e pelos críticos, e Hey Paula foi cancelado após uma única temporada.
Em 2008, Abdul retornou às paradas musicais pela primeira vez em quase treze anos com o single "Dance Like There's No Tomorrow", a primeira faixa do álbum Randy Jackson 's Music Club Vol. 1. O single foi um modesto sucesso de retorno para Abdul, chegando ao número 62 na Billboard Hot 100 e ao número 2 na parada Billboard Hot Dance Music. O sucesso moderado levou a relatos de que Abdul começou a trabalhar em um novo álbum, mas isso nunca se materializou. Em janeiro de 2009, Abdul apresentou "RAH!", uma competição de líderes de torcida na MTV. Em maio de 2009, Abdul estreou sua última música original até o momento, "I'm Just Here for the Music" (originalmente uma música inédita do nono álbum de Kylie Minogue, Body Language) e apresentou o single no American Idol, que alcançou a posição 87 na Billboard Hot 100. Em agosto de 2009, após inúmeras negociações de contrato, Abdul confirmou que não voltaria ao Idol para sua nona temporada. O Times relatou de que Abdul estava ganhando US$ 5 milhões por temporada e que ela estava pedindo por US$ 20 milhões para retornar. Abdul foi substituído por Ellen DeGeneres. Abdul alegou que sua saída do Idol não foi sobre dinheiro, mas que ela tinha que se manter firme em seus princípios.

### 2010-2015:The X Factor
Em janeiro de 2011, Abdul começou a aparecer no reality show de curta duração da CBS Live to Dance, onde também foi produtora executiva. Em maio de 2011, foi anunciado que Abdul se juntaria a Cowell na primeira temporada da edição americana do The X Factor. Em janeiro de 2012, Abdul anunciou que não retornaria para a segunda temporada do programa. Em outubro de 2012, Abdul atuou como jurada convidado durante a quarta semana da versão All-Stars do Dancing with the Stars. Em abril de 2014, Abdul foi jurada convidada no RuPaul's Drag Race (episódio "Queens of Talk"), que a reuniu com a concorrente anterior do Idol, Adore Delano.

### 2016–presente: Retorno aos Palcos e Residência em Las Vegas
Em 6 de agosto de 2016, Abdul apresentou um set completo pela primeira vez em 26 anos no "Mixtape Festival". Em novembro de 2016, o grupo New Kids on the Block anunciou que Abdul estaria em turnê com eles e o Boyz II Men em sua "Total Package Tour" em 2017; Sendo essa a primeira turnê de Abdul em 25 anos. Em julho de 2018, Abdul anunciou que embarcaria em uma turnê solo pela América do Norte naquele outono, intitulada "Straight Up Paula!", como parte da celebração do 30º aniversário de seu primeiro álbum de estúdio Forever Your Girl. A turnê começou em Tulsa, Oklahoma, em 18 de outubro e terminou em Los Angeles, Califórnia, em 7 de junho de 2019, com um total de 25 shows.
Abdul apresentou um medley de seis minutos de seus maiores sucessos no Billboard Music Awards de 2019. Em 1º de maio de 2019, Abdul anunciou sua primeira residência em Las Vegas, "Paula Abdul: Forever Your Girl". A primeira etapa da residência começou em 13 de agosto, com 20 datas, terminando em janeiro de 2020. Em 7 de junho de 2019, Abdul abriu o LA Pride.
Em outubro de 2020, foi anunciado que Abdul participaria do reality show da Fox, The Masked Dancer. Em abril de 2021, a ABC anunciou que Abdul retornaria ao American Idol como jurado convidado enquanto o jurado Luke Bryan se recuperava da COVID-19. Em 2023, Abdul se juntou à equipe de produção do musical da Broadway How to Dance in Ohio. Ela também apareceu como concorrente no Celebrity Wheel of Fortune. Em 2024, Abdul embarcou na turnê "The Magic Summer Tour", novamente com o New Kids on the Block.

## Vida Pessoal
Abdul se casou com o ator Emilio Estevez em 1992 e pediu o divórcio em 1994. Em 1995, Abdul declarou que o motivo do divórcio foi que ela queria filhos e Estevez, que tinha dois filhos de um relacionamento anterior, não queria. Abdul se casou com o estilista Brad Beckerman em 1996. Eles pediram o divórcio em 1998, após 17 meses de casamento, citando diferenças irreconciliáveis.

## Discografia

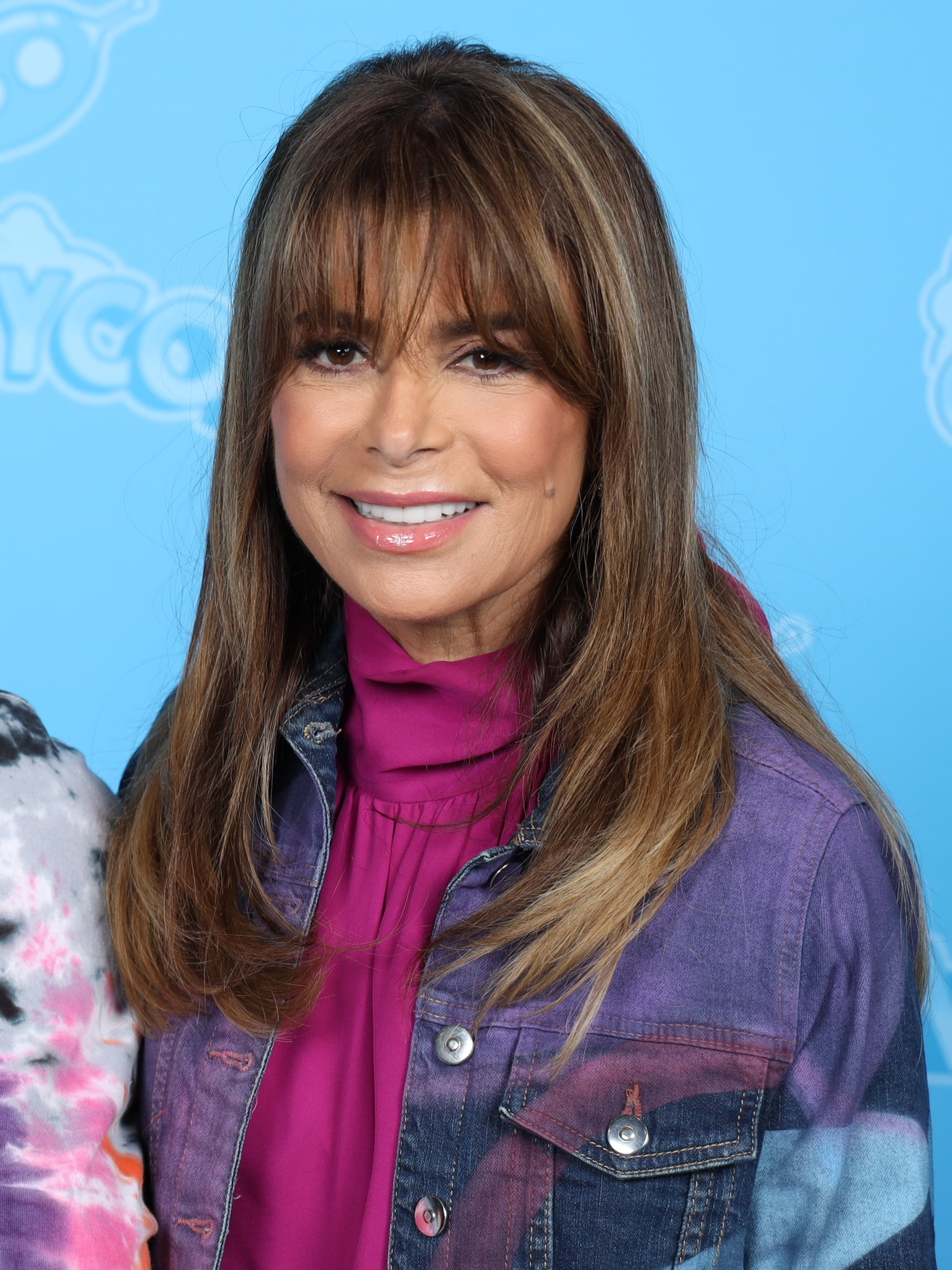
Abdul no GalaxyCon Raleigh em 2023.

### Álbuns de estúdio
- Forever Your Girl (1988)
- Spellbound (1991)
- Head over Heels (1995)

### Remix
- Shut Up and Dance (1990)

### Coletâneas
- Paula Abdul: Greatest Hits (2000)
- Greatest Hits: Straight Up! (2007)

### Singles
- "Knocked Out" (1988)
- "(It's Just) The Way That You Love Me" (1988)
- "Straight Up" (1988)
- "Forever Your Girl" (1988)
- "Cold Hearted" (1989)
- "Opposites Attract" (dueto com o Wild Pair) (1989)
- "Knocked Out" (Remix) (1990)
- "Rush, Rush" (1991)
- "The Promise Of A New Day" (1991)
- "Blowing Kisses In the Wind" (1992)
- "Vibeology" (1992)
- "Will You Marry Me?" (1992)
- "My Love Is For Real" (1995)
- "Crazy Cool" (1995)
- "Ain't Never Gonna Give You Up" (1996)
- "Dance Like There's No Tomorrow" (2008)